# Drahoňův Újezd
Drahoňův Újezd je obec v okrese Rokycany v Plzeňském kraji. Leží zhruba čtyři kilometry severozápadně od Zbiroha a devět kilometrů východně od Radnic. Žije v ní 130 obyvatel.

## Název
V roce 1869 nesla název Drahoňův Oujezd t. Drahonín, v letech 1880–1890 Drahoňův Oujezd, od roku 1900 se nazývá Drahoňův Újezd.

## Historie

### Historie vsi
První písemná zmínka o obci (Drahonow) pochází z roku 1352. Dle Drahoně z rodu Chotětínů (měl týž erb, jakého užil roku 1266 Zdislav, maršálek královského dvora), který zde vlastnil dvůr, nazýval se Újezd již ve 14. století Drahoňovým (1369 Drahonow Vgezd). Drobných šlechtických statků však zde bylo více a drželi je roku 1359 Ota a Beneš z Chrástu a Jan Drahoň, který později byl arcibiskupským purkrabím v Roudnici. K dílu Drahoně náležel dvůr, čtvrtina podacího práva ke kostelu, poplužní dvůr i dvůr kmetcí a mlýn v Ječném a dvory v Plískově a v Cekově. Ve stejném období se zde připomíná i Ježek z Baštin a z Drahoňova Újezda. V roce 1379 byli držiteli zdejších dvorů Drahoň, Anežka, Oldřich z Chrástu a Václav Drahoň z Ječného. K roku 1406 připomíná se zde Jan z Drahoňova Újezda a roku 1410 koupil jeden zdejší statek Vítek, nazývaný Krušic, přišlý z Chodouně, který plat z úročníka odevzdal tamnímu kostelu. Postupně se zdejší usedlosti slučovaly ve dva celky, jejichž držiteli byli v roce 1412 Jindřich Drahoň a Petr, dědicové Lukášovi; v letech 1426 až 1435 vdova Anna a vladyka Drhan. Někdy v této době vznikly v Újezdě dvě tvrze, na každém statku jedna; neměly však dlouhého trvání.
Jedna z tvrzí stávala asi v místech nynější školy a pozůstatky zdí a sklepu dvorce byly odkryty na počátku 20. století. Roku 1466 seděl na této tvrzi Jan Vlk z Miletic, jehož syn Burian prodal tvrz, dvůr, hlas podací Václavu z Lobkovic, jenž roku 1531 odkázal tento majetek  Janu z Lobkovic. Ten dal v roce 1549 zděděné zboží zapsat do zemských desk a spojil je se Zbirohem. Od toho času se na tvrzi se nesídlilo a tvrz zanikla.
Druhá tvrz stávala na druhém konci vesnice při cestě do Chotětína, v místech, kde se dochoval pomístní označení „ve dvoře“. Tento statek byl větší a náležela k němu tvrz, část vsi, dvůr, podací právo ke kostelu, ves Plískov, dědiny v Ječném, v Cekově, statek v Terešově, v Němčovicích a v Přísednici, mlýn a mlýniště pod Plískovem. Majitelem byl Jan Vratislav z Mitrovic na Dobříši; nesídlil však zde. Po něm seděl zde asi roku 1535 jeho syn Jan, který zde obvěnil svou manželku a na tvrzi přebýval. Syn tohoto Jiřík, hejtman na Chlumci, prodal vše, co zde měl, i s příslušenstvím, roku 1585 Ladislavovi staršímu z Lobkovic, který to vše spojil se Zbirohem. Tvrz brzy zanikla a jen dvůr připadal až do konce 19. století ke Zbirohu a posléze byl rozprodán. V roce 1652 není už o tvrzích v Drahoňově Újezdě ani zmínka; byly již zpustlé. Bývalá sýpka s klenutými místnostmi je pozůstatkem této někdejší tvrze.

### Historie kostela
Již v roce 1352 se připomíná újezdský kostel svatého Jakuba Většího jako farní a podrobovali se k němu roku 1359 Ota a Beneš z Chrástu s Teodorikem ze Soběšic, s Janem, řečeným Drahoněm z Újezda a bratry Drahoněm a Zdislavem z Chotětína. Roku 1374 dosazovali sem kněze bratři Zdislav z Chotětína a Albert z Drahoňova Újezda. V roce 1412 byla spolupatronkou Dorota, vdova po Michálkovi z Chotětína, jako poručnice nezletilých dědiců. V letech 1426 až 1435 byli vykonávali podací právo vdova Anna a vladyka Drhan. Z této poslední doby jsou známi faráři Jan (1407) a Nikolin (1423). Husitské učení se zde příliš nešířilo a patronové kostela byli katolíci. Koncem 16. a počátkem 17. století byli v Újezdě kněží katoličtí, ale, jak bylo tehdy poměrně běžné, přidržovali se různých způsobů kališnických či protestantských, z čehož vznikaly časté rozepře s patrony kostela, jimiž byli držitelé zbirožského panství. Takové rozepře a požitky ze dvorů v Újezdě a v Biskoupkách měl farář Machač, dosazený sem roku 1609. Když po bitvě na Bílé hoře nastal nedostatek kněží, přisluhovali zdejší faráři na okolních opuštěných farnostech. Z původního stavby zachoval se gotický presbytář a stará křtitelnice, vytesaná z jediného kusu hrubozrnného pískovce. Kostelní loď a věž pocházejí z roku 1764.
Tolik kronika, ve které je podrobně a pečlivě popsána doba první světové války, meziválečná a časy války druhé, poválečný nástup komunismu a dění v obci až do roku 1983.

## Přírodní poměry
Drahoňův Újezd leží na jihozápadním okraji Chráněné krajinné oblasti Křivoklátsko (biosférické rezervace UNESCO) a na severovýchodním okraji Přírodního parku Radeč, patří do mikroregionu Zbirožsko. Katastrální území obce se rozlohou 1399 ha řadí k větším v rámci okresu. V jeho severovýchodní části je situována vlastní vesnice Drahoňův Újezd, rozložená na mírně svažitém návrší v nadmořské výšce přibližně 390 až 420 m. Pod vesnicí, v rozsáhlé chatové oblasti, se slévají potoky Sebečický (z něhož se napouští hasičská nádrž, využívaná jako koupaliště) a Koželužka, který pramení pod horou Radeč (723 m) a východně od vesnice se vlévá do Zbirožského potoka pod Matčinou horou (486 m). Nejbližší okolí vsi v okruhu několika set metrů zaujímají pole, dále však Drahoňův Újezd ze všech stran obklopují lesní porosty (smíšené s věkovou skladbou 80 až 100 let). Na jihozápadní straně se zalesněný katastr obce prostírá až do vzdálenosti 6 km, kde zahrnuje mj. vrch Bechlov (599 m) a samotu Koželužka. Asi jeden kilometr východně od vesnice se nachází přírodní památka Jalovce na Světovině vyhlášená na ochranu populace jalovce obecného pravého.
S územím obce sousedí na severu a východě město Zbiroh (z jeho přilehlých částí leží od Drahoňova Újezda severně Třebnuška, východně Přísednice, jihovýchodně vlastní Zbiroh, jižně Chotětín), dále na jihovýchodě obec sousedí s obcí Plískov, na jihu s obcemi Lhota pod Radčem a Přívětice, na západě s obcemi Vejvanov a Sebečice (částmi Sebečice a Biskoupky), na severozápadě pak s obcí Terešov.
Ve vzdálenosti čtrnáct kilometrů východně leží město Hořovice, šestnáct kilometrů jihozápadně město Rokycany, 27 kilometrů severovýchodně město Beroun a 27 kilometrů severně město Rakovník.

## Obyvatelstvo
V roce 2001 čítala obec 72 domů a 144 obyvatel.
| Rok            | 1869 | 1880 | 1890 | 1900 | 1910 | 1921 | 1930 | 1950 | 1961 | 1970 | 1980 | 1991 | 2001 | 2011 | 2021 |
| -------------- | ---- | ---- | ---- | ---- | ---- | ---- | ---- | ---- | ---- | ---- | ---- | ---- | ---- | ---- | ---- |
| Počet obyvatel | 335  | 308  | 285  | 268  | 266  | 237  | 260  | 210  | 199  | 165  | 162  | 130  | 144  | 125  | 131  |
| Počet domů     | 45   | 46   | 44   | 45   | 48   | 48   | 56   | 63   | 54   | 51   | 49   | 67   | 72   | 82   | 83   |

## Obecní správa
Mezi lety 1869–1980 Drahoňův Újezd byl obcí v okrese Hořovice (1869–1890) a později v okrese Rokycany. Od 1. dubna 1980 do 31. prosince 1992 patřil jako část města ke Zbirohu a od 1. ledna 1993 je opět samostatnou obcí, ale Chotětín a Třebnuška již zůstaly součástí Zbiroha. V roce 1869 a v letech 1961–1980 k obci patřila Třebnuška a v letech 1869–1980 také Chotětín.

### Obecní symboly
Znak a vlajka byly obci uděleny rozhodnutím předsedkyně Poslanecké sněmovny Parlamentu České republiky dne 12. dubna 2013.

## Společnost
Nachází se zde prodejna smíšeného zboží a hostinec. V katastru obce je situována chatová oblast (celkem asi 130 chat) a koupaliště. Aktivními organizacemi v obci jsou sbor dobrovolných hasičů a myslivecké sdružení, jejichž přičiněním byl vybudován areál, obsahující hřiště, hasičské cvičiště a certifikovanou střelnici s kompletním zázemím. Tato zařízení využívají i jiná sdružení z Plzeňského kraje.

## Pamětihodnosti
Ve vsi je památkově chráněn farní kostel svatého Jakuba Většího, dále dva areály zemědělských usedlostí – čp. 3 (obytné stavení a stodola) a čp. 6 (obytné stavení, špýchar a chlévy), obytné stavení čp. 15, zaniklá tvrz Rovný a fara čp. 1. V obci se u kostela též nachází památný strom – Lípa v Drahoňově Újezdě, od roku 1999 chráněná lípa srdčitá (výška 10 m, obvod kmene 5,9 m).
| „                            | Jest zde mlýn a pila. U mlýna socha sv. Jana Nepomuckého, postavená na památku, že před časy zachráněn byl zdejší duchovní před utonutím v rozvodněném potoce, když šel zaopatřovati do Zbiroha. V údolí proti Matčině hoře nalézá se památná studánka „Křtitelna“, ozdobená gotickým křížem a nápisem: „Křtitelna, památka zde katolicky křtěných dítek.“ Po r. 1634. u studánky té tajně křtíval z fary vypuzený duchovní za času vpádu švédského. Skoro na nejvyšším místě osady v středu bývalého hřbitova stojí farní chrám, zasvěcený sv. Jakubu velkému; bývalý hřbitov ten dosud ohrazen, ale nový hřbitov nachází se za vsí směrem západním. Blíže vchodu starého hřbitova stojí stoletá lípa, na hřbitově železný kříž, postavený na památku zrušení roboty. Nese letopočet 1848. | “ |
| — starý zápis z kroniky obce | |   |

Zaniklá Rovný se nachází v lese při zelené turistické značce cca 1,5 km od Plískova. Původně zde byla ves Rovensko, která zanikla v 16. století. Samotná tvrz byla chráněna vodním příkopem, valem a rybníkem. Nejstarším známým držitelem tvrze byl Mikuláš (Niklín) z Rovného, připomínaný roku 1367. Posledním známým majitelem pak byl Václav Gut z Dubňan v roce 1486. Koncem 15. století bylo zdejší panství připojeno k Libštejnu a tvrz zpustla.